# 미키 루니
미키 루니(영어: Mickey Rooney, 본명은 조지프 율 주니어(영어: Joseph Yule Jr.), 1920년 9월 23일 ~ 2014년 4월 6일)는 미국의 배우이다.

## 영화
- 맨하탄 멜로드라마
- 한여름 밤의 꿈 (1935년 영화)
- 오페라의 밤
- 굿바이 마이 라이프
- 소년의 거리
- 더 휴먼 코미디
- 녹원의 천사
- 원한의 도곡리 다리
- 티파니에서 아침을
- 피터의 용
- 검은 종마
- 토드와 코퍼
- 4차원의 난장이 E.T
- 리틀 네모
- 꼬마 돼지 베이브 2
- 레이디와 트램프 2
- 박물관이 살아있다!
- 박물관이 살아있다 2
- 레이튼 교수와 영원의 가희
- 머펫 대소동
- 박물관이 살아있다: 비밀의 무덤

## 연극
- 한여름 밤의 꿈
- 포럼으로 가는 길에 생긴 재밌는 일

## 텔레비전
- 제6지대
- 케어 베어스
- 더 골든 걸스
- 제시카의 추리극장
- 풀 하우스 (시트콤)
- 심슨 가족
- ER (드라마)